# Guerra del Futbol
La Guerra del Futbol, batejada així pels grans mitjans de comunicació internacionals i acceptada pels grans mitjans nacionals, també anomenada Guerra de les cent hores, fou una guerra breu entre El Salvador i Hondures, entre el 14 i el 18 de juliol de 1969, que va resultar en la mort d'aproximadament 2.000 persones.
La situació social a ambdós països era explosiva i es buscava per part dels militars governants una sortida convenient per als grups en el poder polític de cada país. Els mitjans de comunicació van encoratjar l'esperit contrari als nacionals de cada país veí, resultant en l'expulsió de milers de salvadorencs que treballaven a Hondures, tant els temporers que recollien collites d'estació com els migrants assentats.
Això va tibar els ànims en general, amb el resultat d'un conflicte militar que va servir per a desviar l'atenció cap a fora de cada país, amb ambdós exèrcits rearmats i amb el trencament de la integració centreamericana expressada en el mercat comú centre-americà, en les regles del qual, l'economia d'El Salvador sortia beneficiada per sobre de l'hondurenca.
Encara que no existeixen fonaments per a demostrar-ho, s'assenyala que la tensió existent entre els dos països va esclatar durant la segona eliminatòria per a la Copa del Món de Futbol de 1970.
El 14 de juliol de 1969, l'exèrcit salvadorenc va llançar un atac contra Hondures. L'Organització d'Estats Americans va negociar una treva que va entrar en efecte el 20 de juliol. Les tropes salvadorenques es van retirar a principis d'agost. Les dues nacions van signar un tractat de pau el 30 d'octubre de 1980 pel qual la disputa fronterera es resoldria en el Tribunal Internacional de Justícia.